# Pingwin żółtooki
Pingwin żółtooki (Megadyptes antipodes) – gatunek dużego ptaka z rodziny pingwinów (Spheniscidae), występujący w Nowej Zelandii. Dawniej mylony z pingwinem małym. Zagrożony wyginięciem.

## Taksonomia
Gatunek ten jest jedynym przedstawicielem monotypowego rodzaju Megadyptes. Nie wyróżnia się podgatunków.

## Morfologia
Wygląd zewnętrznyPingwin żółtooki zyskał swą nazwę ze względu na żółte oczy; ponadto posiada bladożółtą otoczkę wokół oczu przechodzącą w tego samego koloru pasek, który ciągnie się po tył głowy. Tak jak u większości pingwinów jego upierzenie ciała jest na wierzchu czarne, natomiast pod spodem przechodzi w biel.
Rozmiarydługość ciała: 56–78 cm
masa ciała: 5–8 kg
Samce są większe niż samice.

## Występowanie
ŚrodowiskoWody otaczające wybrzeża Nowej Zelandii.
Zasięg występowaniaWschodnie i południowo-wschodnie wybrzeża Wyspy Południowej, Wyspa Stewart, Wyspy Auckland i Wyspy Campbella. Dorosłe osobniki są na ogół osiadłe i polują w odległości do 50 km od kolonii lęgowych. Osobniki młodociane mogą rozproszyć się aż po Cieśninę Cooka na północy.

## Rozród

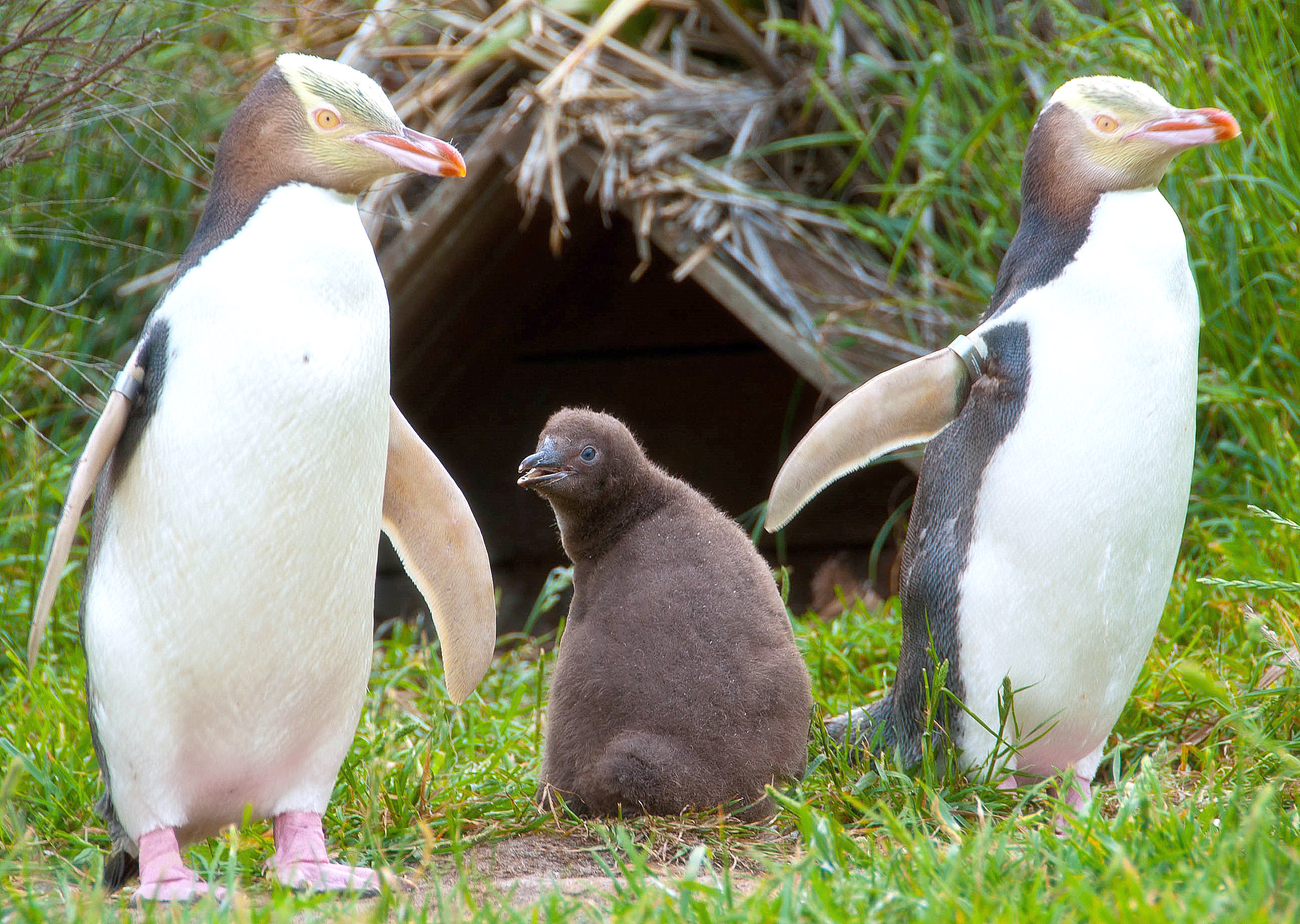
Rodzina pingwinów żółtookich w zagrodzie dla pingwinów w Dunedin (Wyspa Południowa)

Gatunek odbywa toki na południowych wyspach Nowej Zelandii. Samica składa w odstępie 3–5 dni dwa równej wielkości jaja, zwykle we wrześniu lub październiku. Wysiadywanie rozpoczyna się w momencie złożenia drugiego jaja i zajmują się nim na przemian oboje rodzice przez 39–51 dni (średnio 43 dni). Pisklęta są opierzone w lutym lub marcu, niekiedy dopiero w kwietniu. Młode samice uzyskują dojrzałość płciową w wieku 2–3, a samce 3–4 lat.

## Pożywienie
Głównie ryby, ale także skorupiaki i stawonogi.

## Ochrona
Międzynarodowa Unia Ochrony Przyrody (IUCN) uznaje pingwina żółtookiego za gatunek zagrożony wyginięciem (EN – Endangered) nieprzerwanie od 2000 roku; wcześniej, od 1994 roku miał on status gatunku narażonego na wyginięcie (VU – Vulnerable). Jego populację szacuje się na 2600–3000 dorosłych osobników. Do największych zagrożeń dla gatunku należą zaplątywanie się w sieci rybackie oraz drapieżnictwo ze strony introdukowanych ssaków takich jak fretki, gronostaje, psy, koty czy świnie.